# Wurmfarngewächse
Die Wurmfarngewächse (Dryopteridaceae) sind eine Pflanzenfamilie in der Ordnung Tüpfelfarnartigen (Polypodiales) innerhalb der Echten Farne (Polypodiopsida).

## Beschreibung

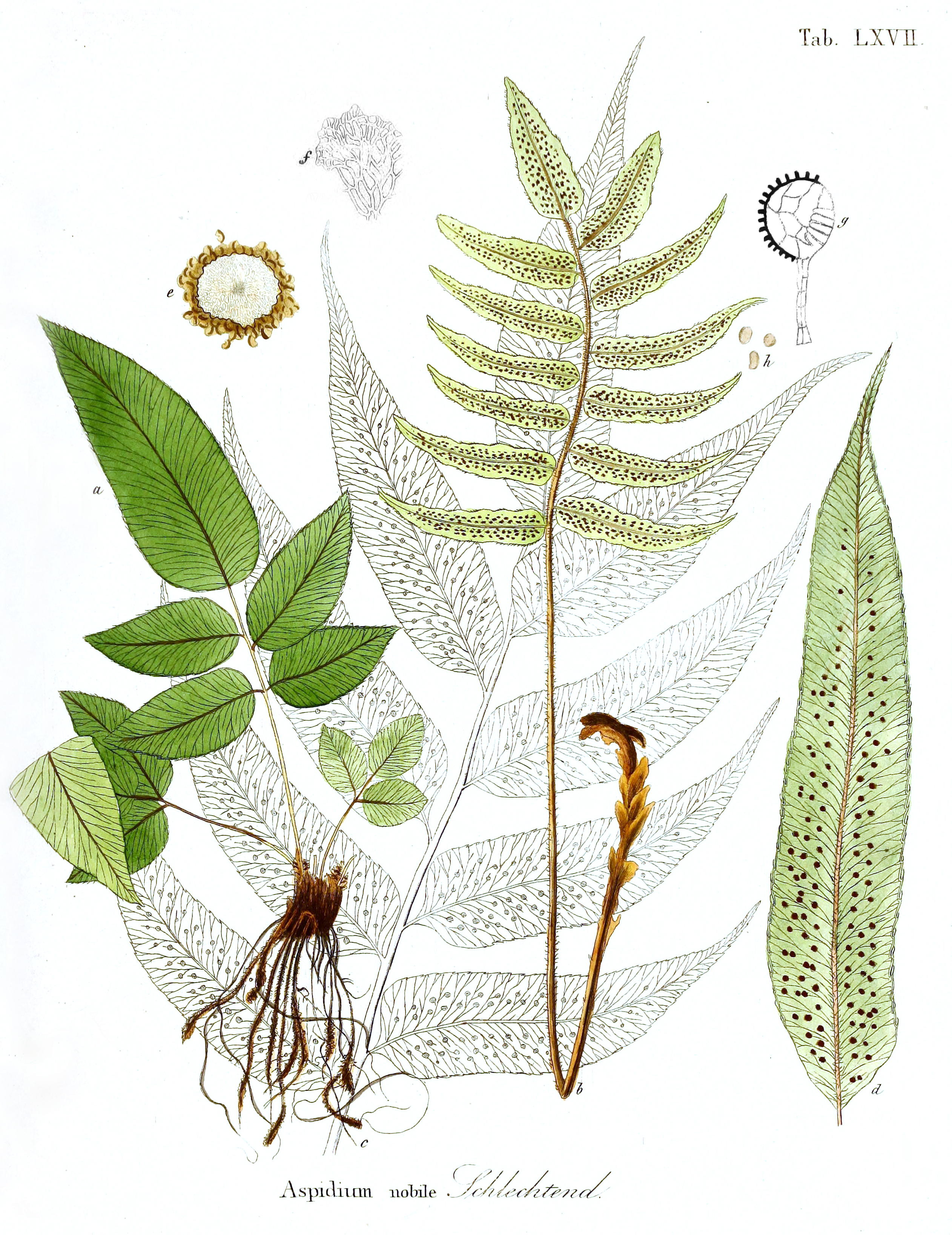
Illustration aus Die Farrnkräuter in kolorirten Abbildungen naturgetreu Erläutert und Beschrieben, 1840 von Phanerophlebia nobilis

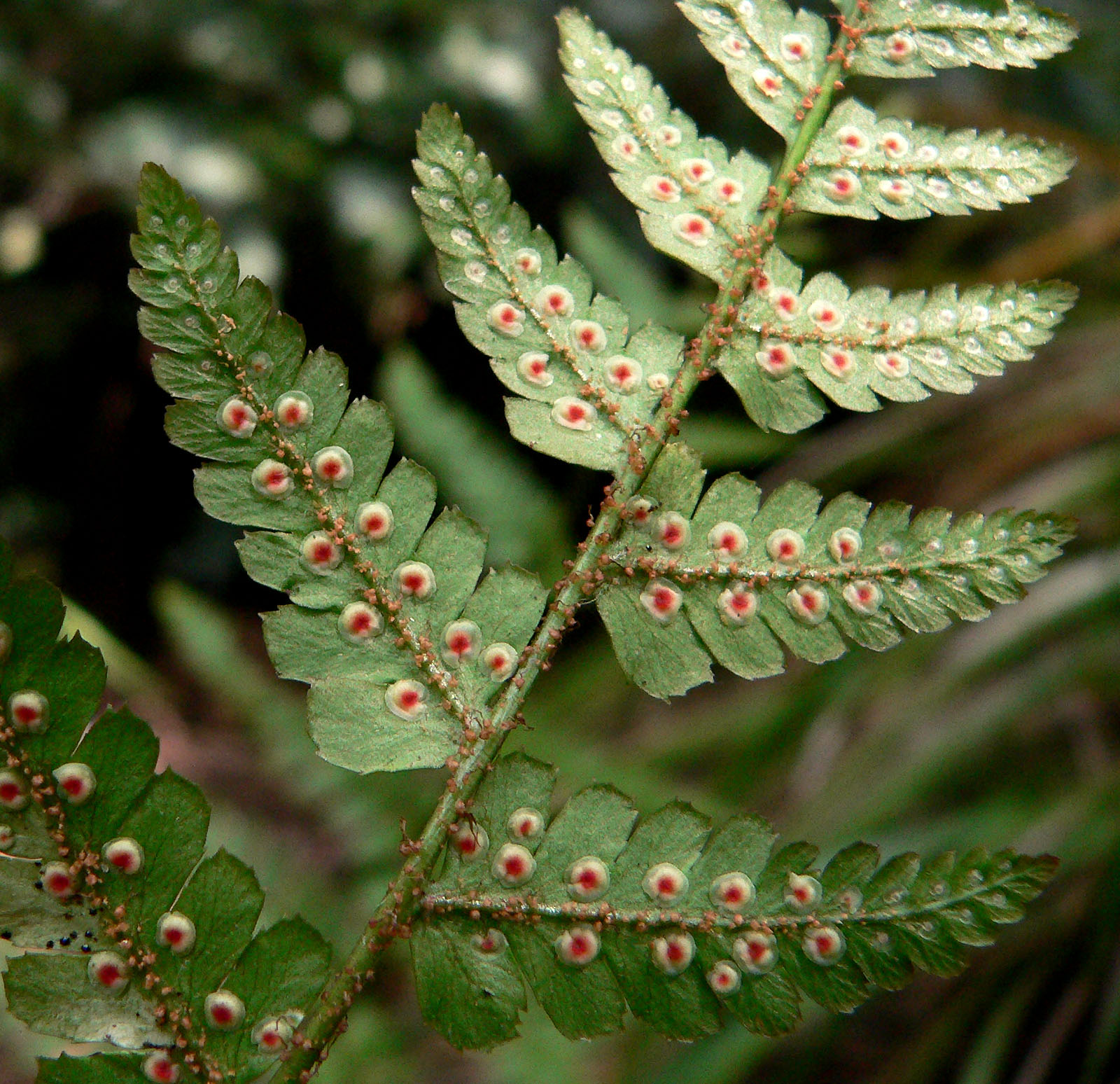
Blattunterseite mit den Sori von Dryopteris erythrosora

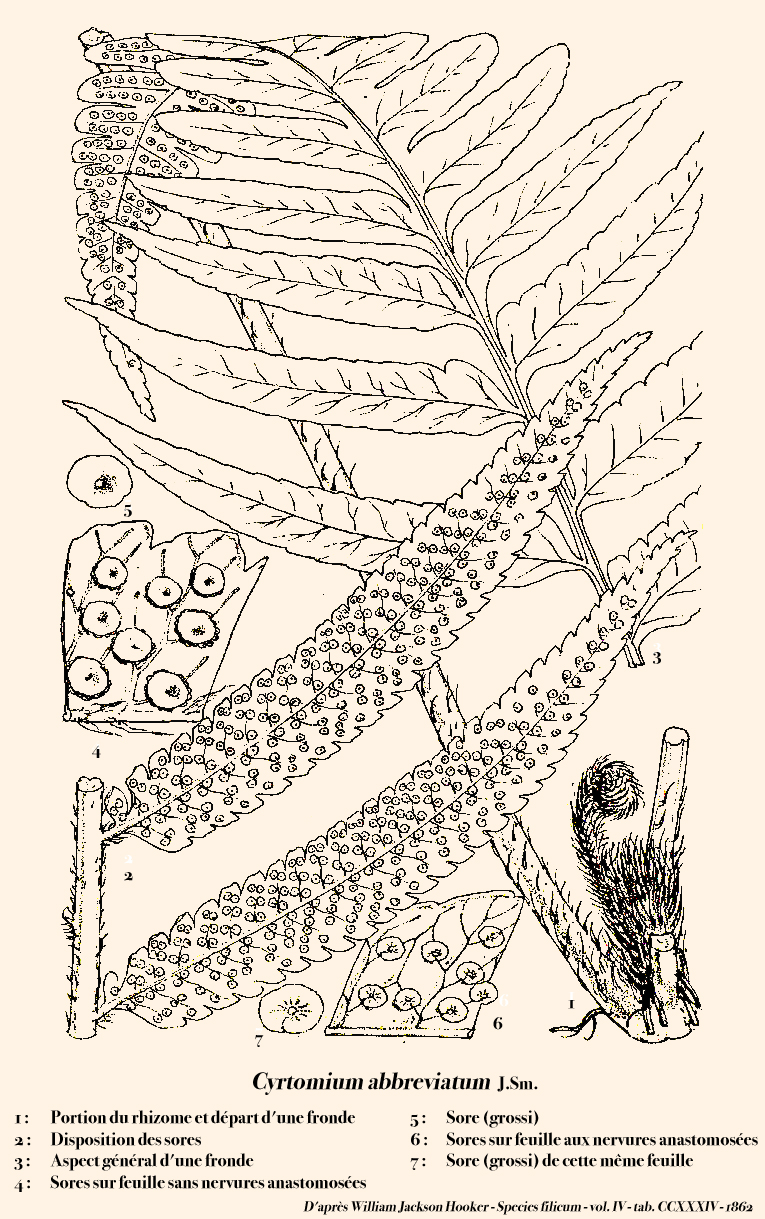
Illustration von Cyclodium heterodon var. abbreviatum

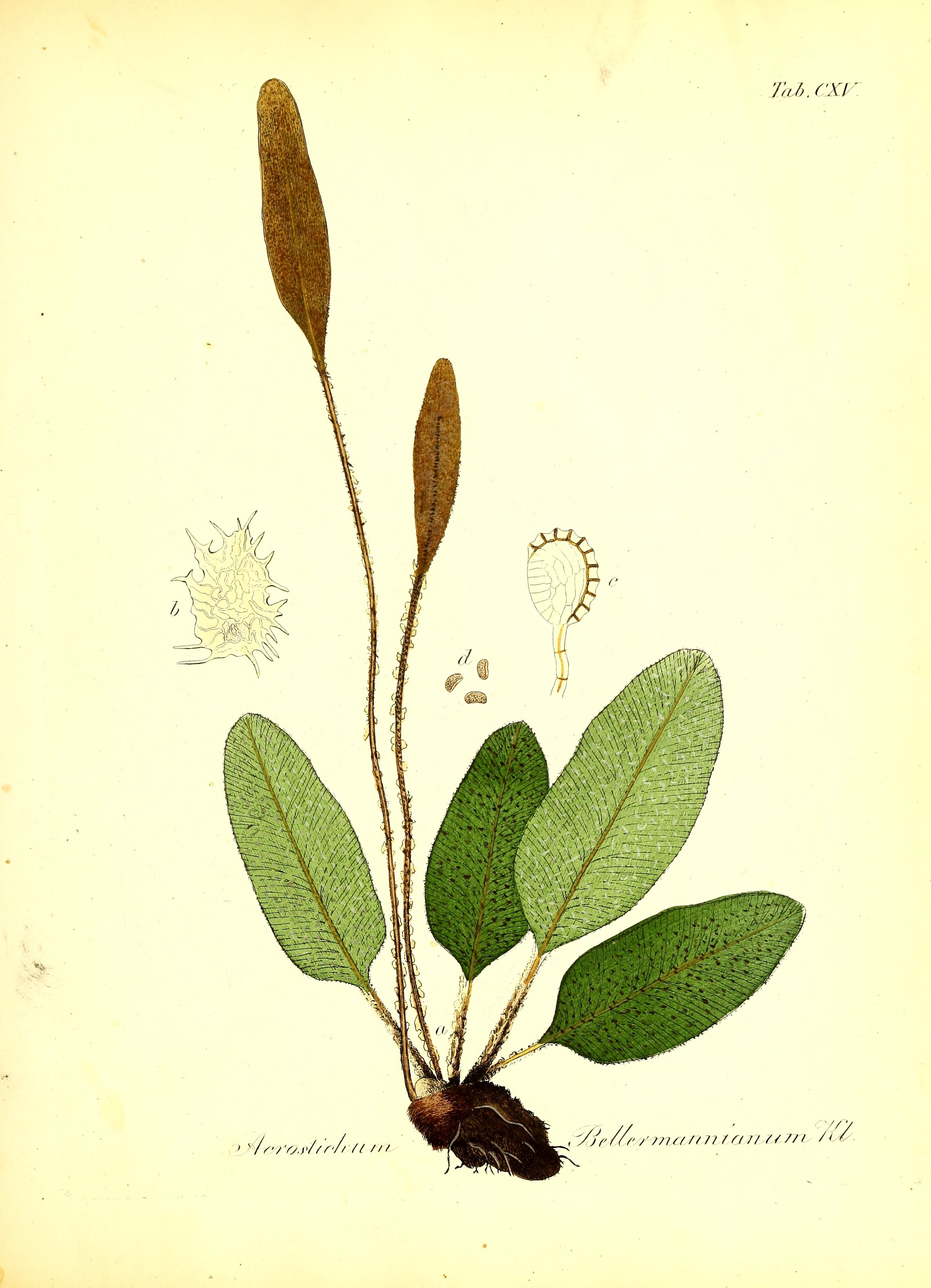
Illustration aus Die Farrnkräuter in kolorirten Abbildungen naturgetreu Erläutert und Beschrieben, 1840 von Elaphoglossum bellermannianum

Die Arten der Dryopteridaceae sind ausdauernde krautige Pflanzen. Es werde kriechende, aufsteigende oder aufrechte, manchmal auch kletternde Rhizome gebildet. An deren Spitze stehen Schuppen. Die Blattstiele besitzen zahlreiche runde Leitbündel, die in einem Ring angeordnet sind. Die Blattspreiten sind einheitlich (monomorph), seltener gibt es zwei Typen von Spreiten (dimorph). Manchmal sind die Spreiten mit Schuppen oder Drüsen, selten mit Haaren besetzt. Die Blattadern sind fiederförmig oder gabelig verzweigt, frei oder verschiedene Formen von Anastomosen (Querverbindungen) verbunden.
Die Sori sind typischerweise rund, das Indusium ist rund bis nierenförmig, bei mehreren Sippen auch fehlend. Die Sporangien sind kurz bis lang gestielt. Die Sporen sind nierenförmig, monolet (eine Narbe) und haben ein geflügeltes Perispor (äußerste, nachträglich aufgelagerte Schicht der Sporenwand).
Die Chromosomengrundzahl beträgt bei den meisten untersuchten Gattungen x = 41, in seltenen, als abgeleitet angesehenen Fällen 40.

## Ökologie
Die Arten der Dryopteridaceae wachsen terrestrisch, lithophytisch, hemiepiphytisch oder epiphytisch.

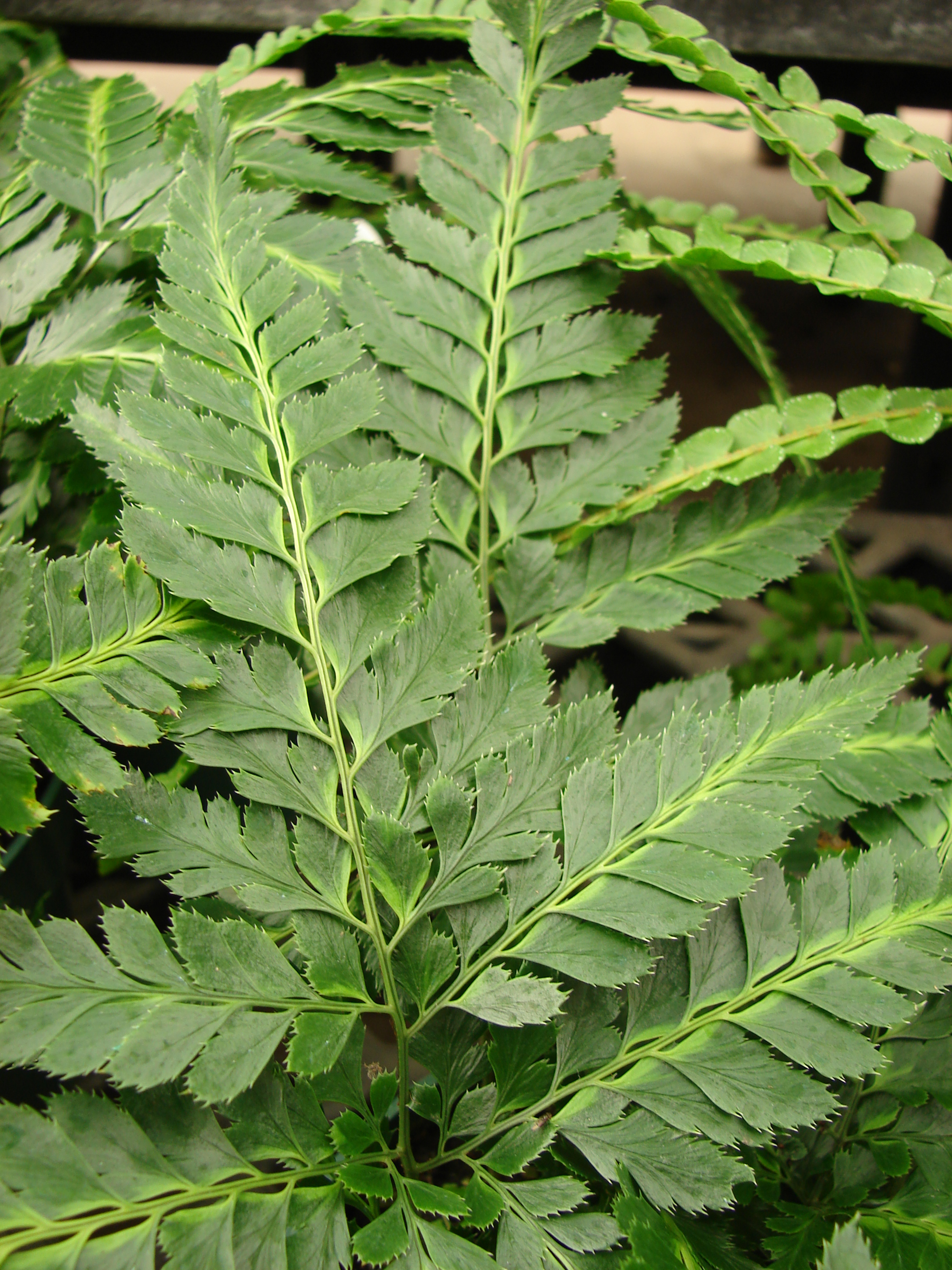
Arachniodes simplicior

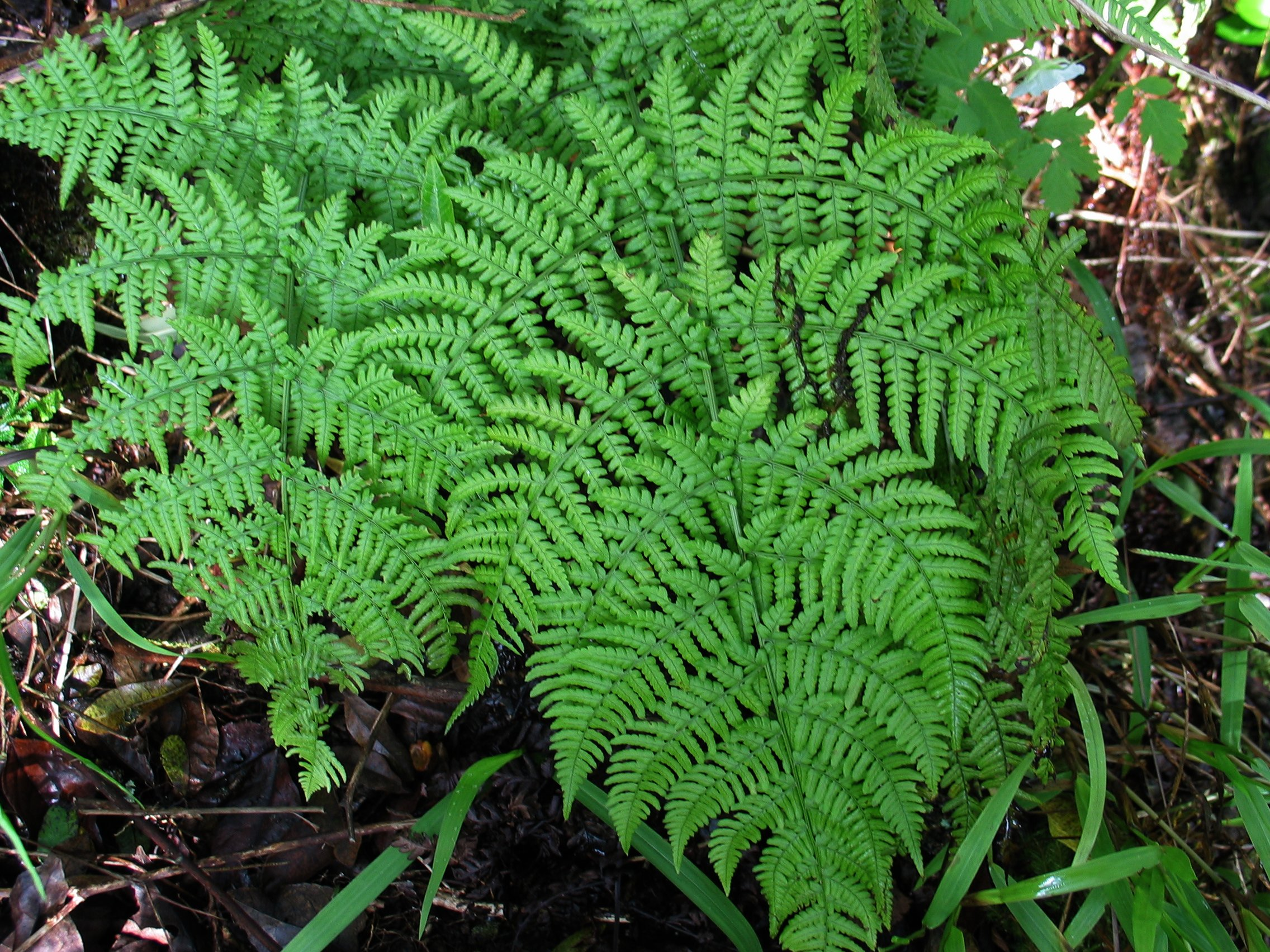
Ctenitis latifrons

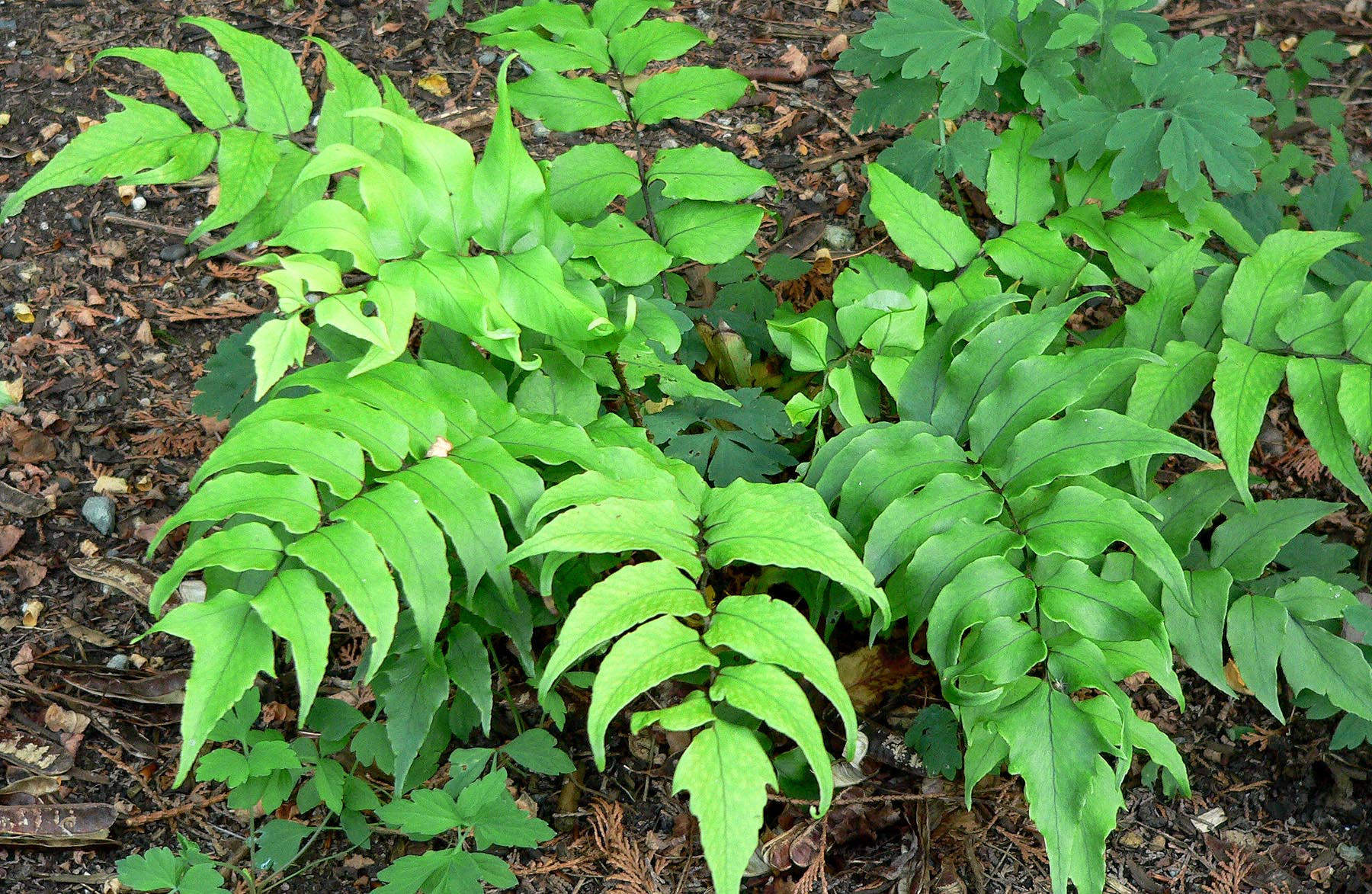
Mond-Sichelfarn (Cyrtomium falcatum)

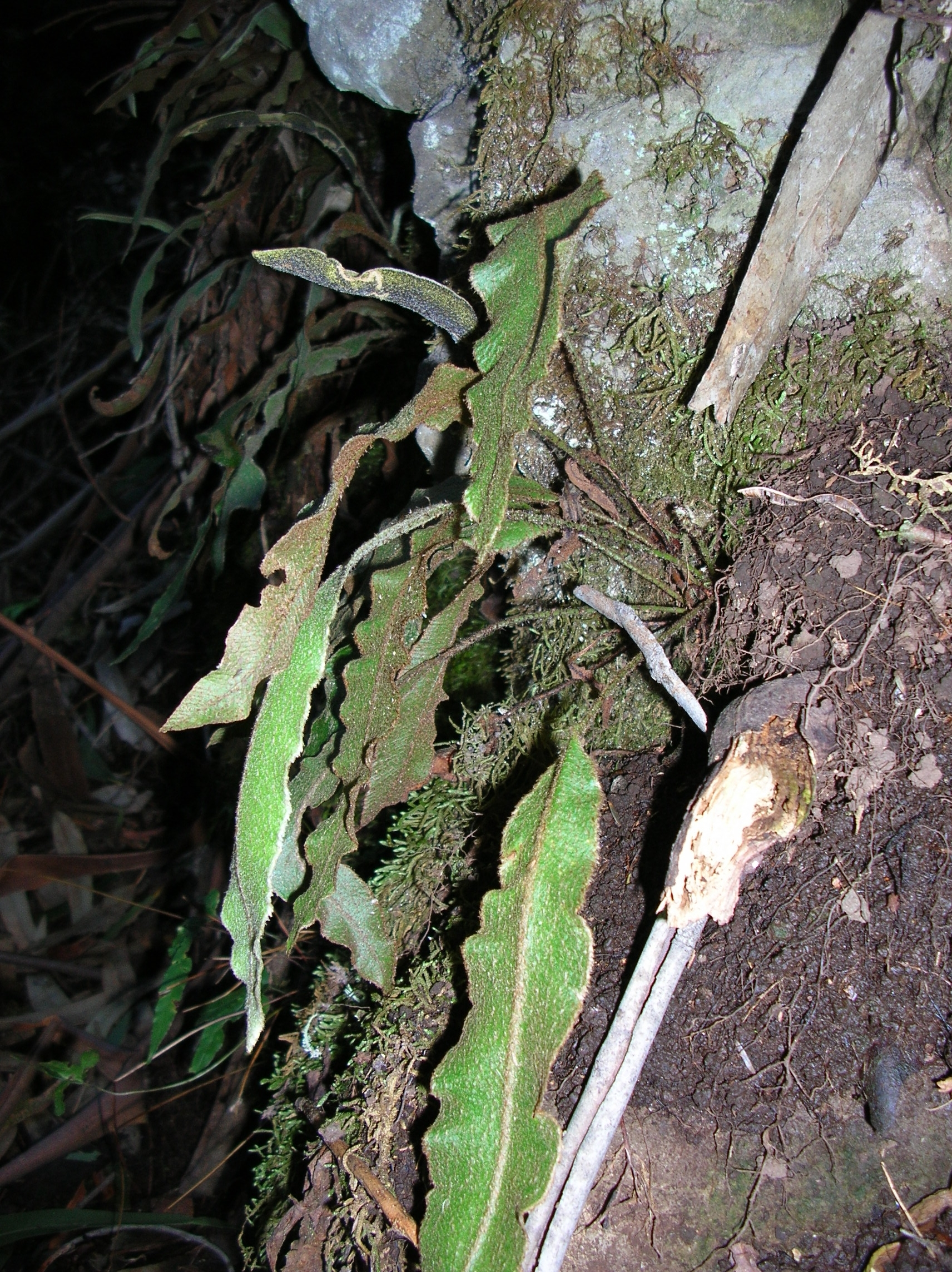
Elaphoglossum paleaceum

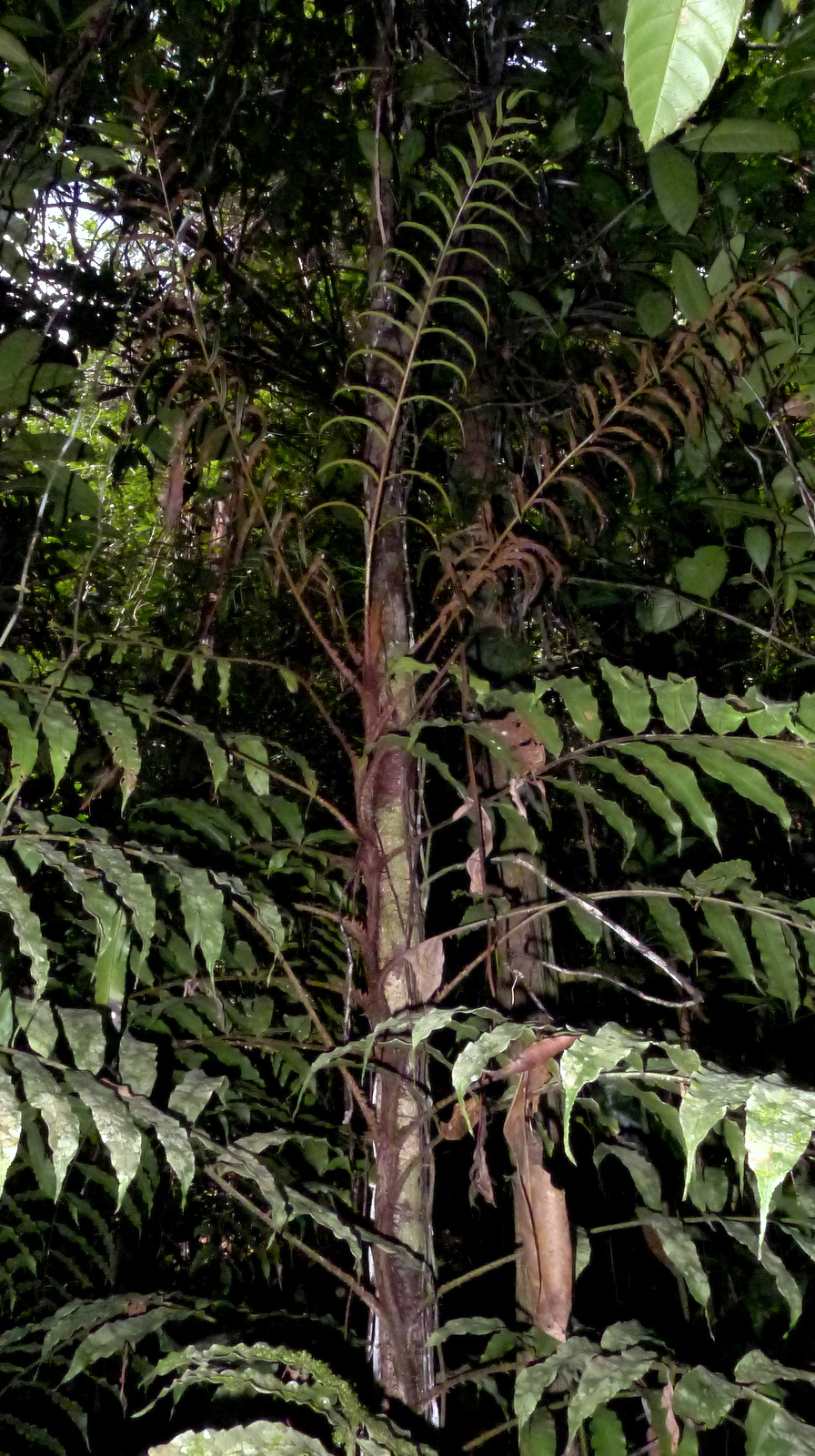
Habitus von Mickelia scandens

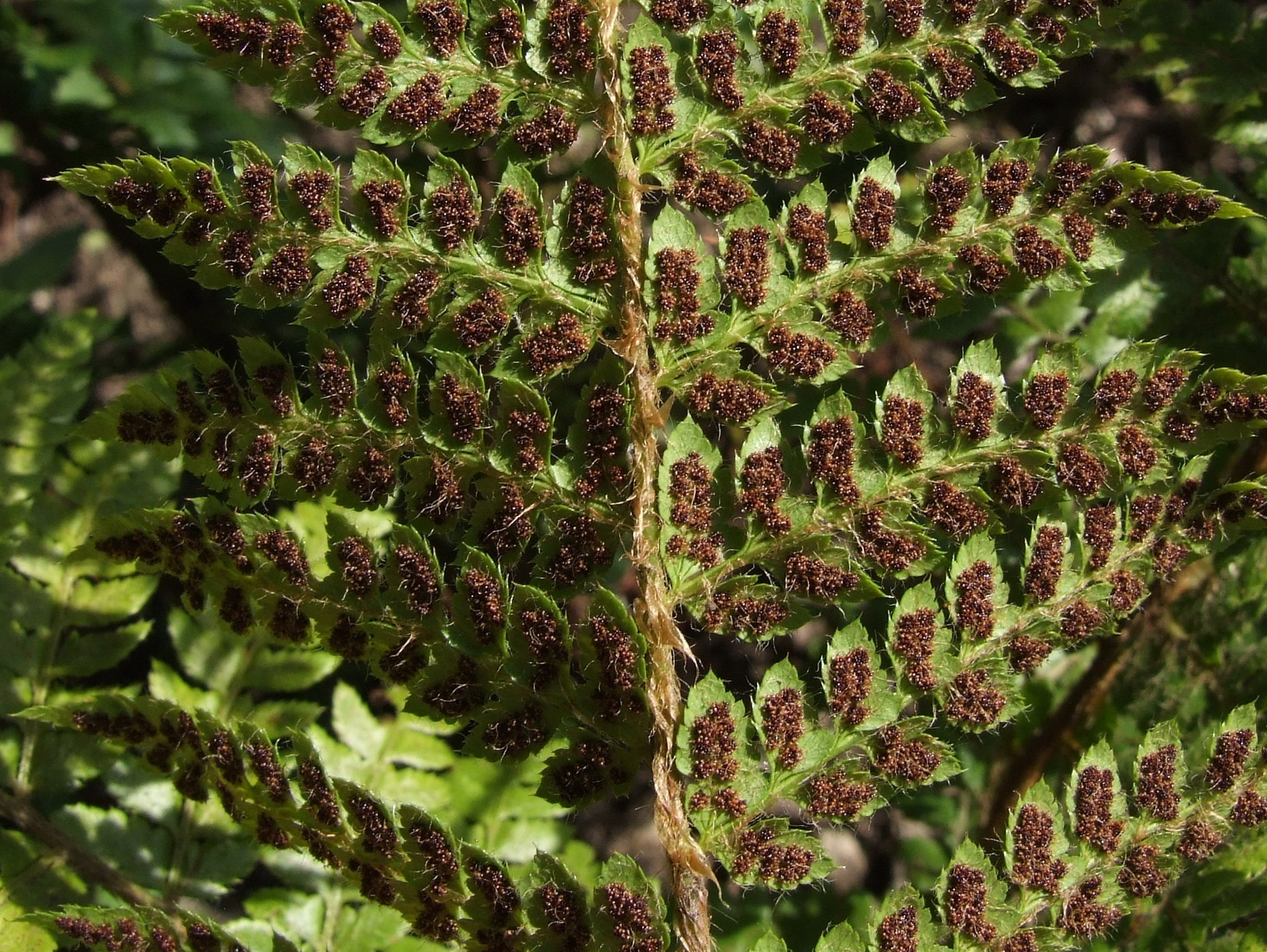
Zarter Schildfarn (Polystichum braunii)

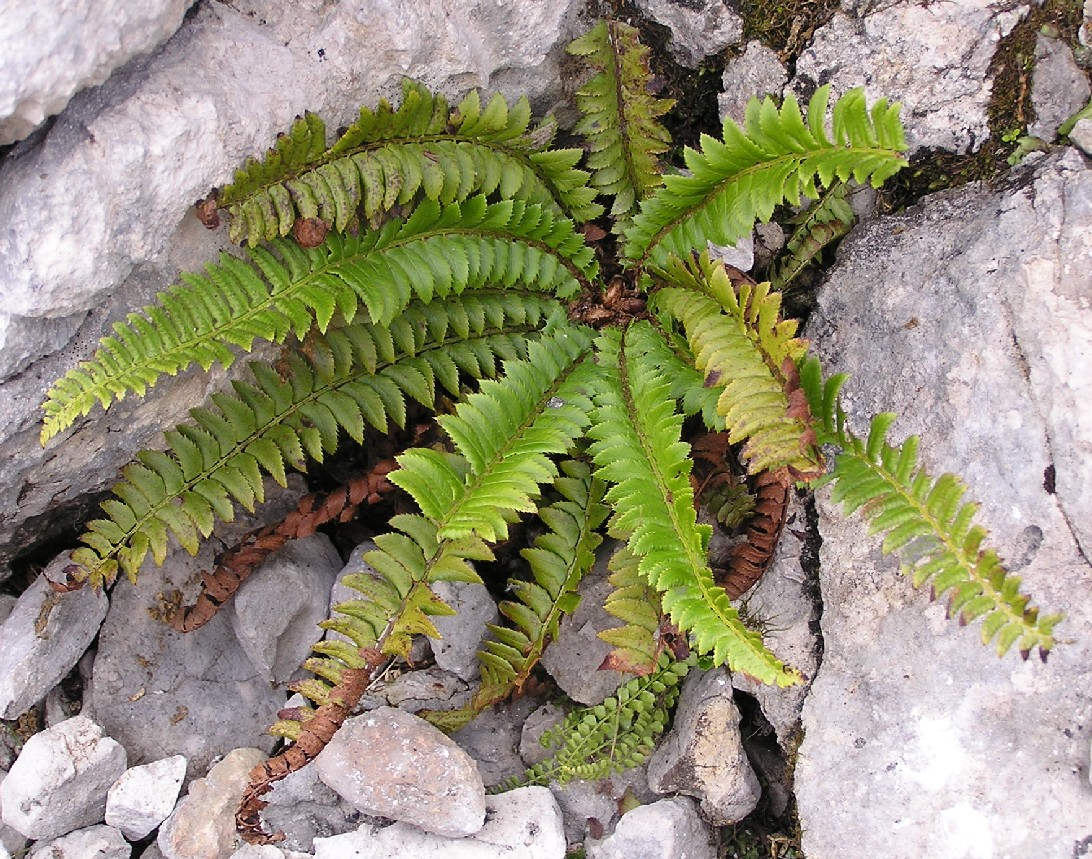
Lanzen-Schildfarn (Polystichum lonchitis)

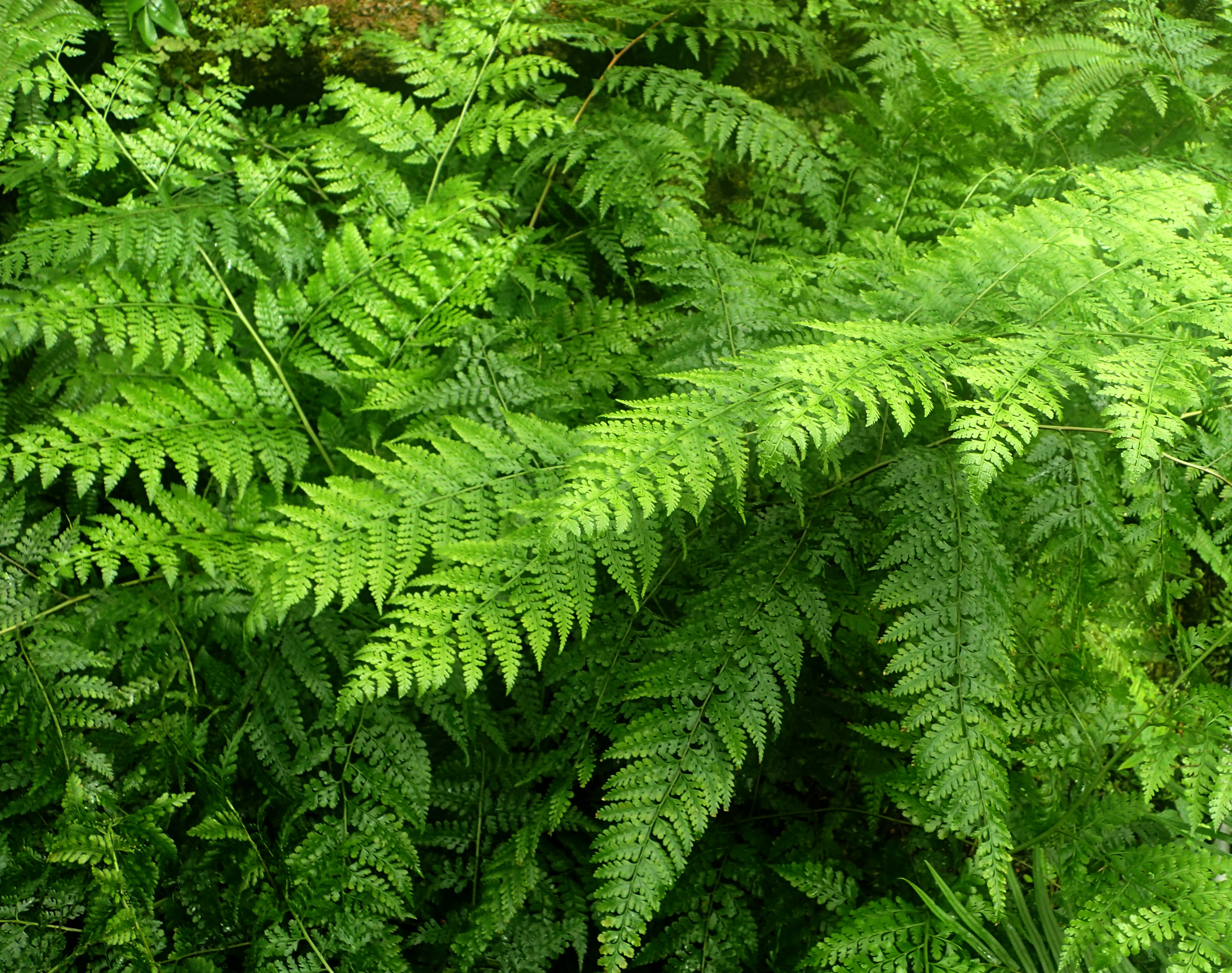
Rumohra adiantiformis

## Systematik und Verbreitung

### Taxonomie
Die Familie Dryopteridaceae wurde 1949 durch Wilhelm Franz Herter In: Revista Sudamericana de Botánica, Band 9, 1, S. 15 aufgestellt. Typusgattung ist Dryopteris Adans. Synonyme für Dryopteridaceae Herter nom. cons. sind: Aspidiaceae Burnett nom. illeg., Aspidiaceae Mett. ex A.B.Frank nom. illeg., Bolbitidaceae (Pic.Serm.) Ching, Elaphoglossaceae Pic.Serm., Filicaceae Juss. nom. illeg. rej., Hypodematiaceae Ching, Peranemataceae (C.Presl) Ching nom. rej., Peranematoideae (C.Presl) Fraser-Jenk. (Stand 2022)

### Äußere Systematik
Die Familie Dryopteridaceae gehört zur Unterordnung Polypodiineae (früher Eupolypods I) innerhalb der Ordnung Polypodiales.
Das folgende Kladogramm zeigt innerhalb der Unterordnung Polypodiineae (Eupolypods I) die Verwandtschaftsverhältnisse er hier eingeordneten Familien und damit die phylogenetischen Beziehung zur Familie Dryopteridaceae.
|  | Nephrolepidaceae |
|  |                  |
|  | Lomariopsidaceae |
|  |                  |

|  | Oleandraceae                                                   |
|  |                                                                |
|  | \| \| Davalliaceae \| \| \| \| \| \| Polypodiaceae \| \| \| \| |
|  |                                                                |
|  | Davalliaceae                                                   |
|  |                                                                |
|  | Polypodiaceae                                                  |
|  |                                                                |

|  | Davalliaceae  |
|  |               |
|  | Polypodiaceae |
|  |               |

|  | Oleandraceae                                                   |
|  |                                                                |
|  | \| \| Davalliaceae \| \| \| \| \| \| Polypodiaceae \| \| \| \| |
|  |                                                                |
|  | Davalliaceae                                                   |
|  |                                                                |
|  | Polypodiaceae                                                  |
|  |                                                                |

|  | Davalliaceae  |
|  |               |
|  | Polypodiaceae |
|  |               |

|  | Nephrolepidaceae |
|  |                  |
|  | Lomariopsidaceae |
|  |                  |

|  | Oleandraceae                                                   |
|  |                                                                |
|  | \| \| Davalliaceae \| \| \| \| \| \| Polypodiaceae \| \| \| \| |
|  |                                                                |
|  | Davalliaceae                                                   |
|  |                                                                |
|  | Polypodiaceae                                                  |
|  |                                                                |

|  | Davalliaceae  |
|  |               |
|  | Polypodiaceae |
|  |               |

|  | Oleandraceae                                                   |
|  |                                                                |
|  | \| \| Davalliaceae \| \| \| \| \| \| Polypodiaceae \| \| \| \| |
|  |                                                                |
|  | Davalliaceae                                                   |
|  |                                                                |
|  | Polypodiaceae                                                  |
|  |                                                                |

|  | Davalliaceae  |
|  |               |
|  | Polypodiaceae |
|  |               |

|  | Nephrolepidaceae |
|  |                  |
|  | Lomariopsidaceae |
|  |                  |

|  | Oleandraceae                                                   |
|  |                                                                |
|  | \| \| Davalliaceae \| \| \| \| \| \| Polypodiaceae \| \| \| \| |
|  |                                                                |
|  | Davalliaceae                                                   |
|  |                                                                |
|  | Polypodiaceae                                                  |
|  |                                                                |

|  | Davalliaceae  |
|  |               |
|  | Polypodiaceae |
|  |               |

|  | Oleandraceae                                                   |
|  |                                                                |
|  | \| \| Davalliaceae \| \| \| \| \| \| Polypodiaceae \| \| \| \| |
|  |                                                                |
|  | Davalliaceae                                                   |
|  |                                                                |
|  | Polypodiaceae                                                  |
|  |                                                                |

|  | Davalliaceae  |
|  |               |
|  | Polypodiaceae |
|  |               |

|  | Nephrolepidaceae |
|  |                  |
|  | Lomariopsidaceae |
|  |                  |

|  | Oleandraceae                                                   |
|  |                                                                |
|  | \| \| Davalliaceae \| \| \| \| \| \| Polypodiaceae \| \| \| \| |
|  |                                                                |
|  | Davalliaceae                                                   |
|  |                                                                |
|  | Polypodiaceae                                                  |
|  |                                                                |

|  | Davalliaceae  |
|  |               |
|  | Polypodiaceae |
|  |               |

|  | Oleandraceae                                                   |
|  |                                                                |
|  | \| \| Davalliaceae \| \| \| \| \| \| Polypodiaceae \| \| \| \| |
|  |                                                                |
|  | Davalliaceae                                                   |
|  |                                                                |
|  | Polypodiaceae                                                  |
|  |                                                                |

|  | Davalliaceae  |
|  |               |
|  | Polypodiaceae |
|  |               |

|  | Nephrolepidaceae |
|  |                  |
|  | Lomariopsidaceae |
|  |                  |

|  | Oleandraceae                                                   |
|  |                                                                |
|  | \| \| Davalliaceae \| \| \| \| \| \| Polypodiaceae \| \| \| \| |
|  |                                                                |
|  | Davalliaceae                                                   |
|  |                                                                |
|  | Polypodiaceae                                                  |
|  |                                                                |

|  | Davalliaceae  |
|  |               |
|  | Polypodiaceae |
|  |               |

|  | Oleandraceae                                                   |
|  |                                                                |
|  | \| \| Davalliaceae \| \| \| \| \| \| Polypodiaceae \| \| \| \| |
|  |                                                                |
|  | Davalliaceae                                                   |
|  |                                                                |
|  | Polypodiaceae                                                  |
|  |                                                                |

|  | Davalliaceae  |
|  |               |
|  | Polypodiaceae |
|  |               |

|  | Nephrolepidaceae |
|  |                  |
|  | Lomariopsidaceae |
|  |                  |

|  | Oleandraceae                                                   |
|  |                                                                |
|  | \| \| Davalliaceae \| \| \| \| \| \| Polypodiaceae \| \| \| \| |
|  |                                                                |
|  | Davalliaceae                                                   |
|  |                                                                |
|  | Polypodiaceae                                                  |
|  |                                                                |

|  | Davalliaceae  |
|  |               |
|  | Polypodiaceae |
|  |               |

|  | Oleandraceae                                                   |
|  |                                                                |
|  | \| \| Davalliaceae \| \| \| \| \| \| Polypodiaceae \| \| \| \| |
|  |                                                                |
|  | Davalliaceae                                                   |
|  |                                                                |
|  | Polypodiaceae                                                  |
|  |                                                                |

|  | Davalliaceae  |
|  |               |
|  | Polypodiaceae |
|  |               |

|  | Nephrolepidaceae |
|  |                  |
|  | Lomariopsidaceae |
|  |                  |

|  | Oleandraceae                                                   |
|  |                                                                |
|  | \| \| Davalliaceae \| \| \| \| \| \| Polypodiaceae \| \| \| \| |
|  |                                                                |
|  | Davalliaceae                                                   |
|  |                                                                |
|  | Polypodiaceae                                                  |
|  |                                                                |

|  | Davalliaceae  |
|  |               |
|  | Polypodiaceae |
|  |               |

|  | Oleandraceae                                                   |
|  |                                                                |
|  | \| \| Davalliaceae \| \| \| \| \| \| Polypodiaceae \| \| \| \| |
|  |                                                                |
|  | Davalliaceae                                                   |
|  |                                                                |
|  | Polypodiaceae                                                  |
|  |                                                                |

|  | Davalliaceae  |
|  |               |
|  | Polypodiaceae |
|  |               |

|  | Nephrolepidaceae |
|  |                  |
|  | Lomariopsidaceae |
|  |                  |

|  | Oleandraceae                                                   |
|  |                                                                |
|  | \| \| Davalliaceae \| \| \| \| \| \| Polypodiaceae \| \| \| \| |
|  |                                                                |
|  | Davalliaceae                                                   |
|  |                                                                |
|  | Polypodiaceae                                                  |
|  |                                                                |

|  | Davalliaceae  |
|  |               |
|  | Polypodiaceae |
|  |               |

|  | Oleandraceae                                                   |
|  |                                                                |
|  | \| \| Davalliaceae \| \| \| \| \| \| Polypodiaceae \| \| \| \| |
|  |                                                                |
|  | Davalliaceae                                                   |
|  |                                                                |
|  | Polypodiaceae                                                  |
|  |                                                                |

|  | Davalliaceae  |
|  |               |
|  | Polypodiaceae |
|  |               |

|  | Nephrolepidaceae |
|  |                  |
|  | Lomariopsidaceae |
|  |                  |

|  | Oleandraceae                                                   |
|  |                                                                |
|  | \| \| Davalliaceae \| \| \| \| \| \| Polypodiaceae \| \| \| \| |
|  |                                                                |
|  | Davalliaceae                                                   |
|  |                                                                |
|  | Polypodiaceae                                                  |
|  |                                                                |

|  | Davalliaceae  |
|  |               |
|  | Polypodiaceae |
|  |               |

|  | Oleandraceae                                                   |
|  |                                                                |
|  | \| \| Davalliaceae \| \| \| \| \| \| Polypodiaceae \| \| \| \| |
|  |                                                                |
|  | Davalliaceae                                                   |
|  |                                                                |
|  | Polypodiaceae                                                  |
|  |                                                                |

|  | Davalliaceae  |
|  |               |
|  | Polypodiaceae |
|  |               |

|  | Nephrolepidaceae |
|  |                  |
|  | Lomariopsidaceae |
|  |                  |

|  | Oleandraceae                                                   |
|  |                                                                |
|  | \| \| Davalliaceae \| \| \| \| \| \| Polypodiaceae \| \| \| \| |
|  |                                                                |
|  | Davalliaceae                                                   |
|  |                                                                |
|  | Polypodiaceae                                                  |
|  |                                                                |

|  | Davalliaceae  |
|  |               |
|  | Polypodiaceae |
|  |               |

|  | Oleandraceae                                                   |
|  |                                                                |
|  | \| \| Davalliaceae \| \| \| \| \| \| Polypodiaceae \| \| \| \| |
|  |                                                                |
|  | Davalliaceae                                                   |
|  |                                                                |
|  | Polypodiaceae                                                  |
|  |                                                                |

|  | Davalliaceae  |
|  |               |
|  | Polypodiaceae |
|  |               |

|  | Nephrolepidaceae |
|  |                  |
|  | Lomariopsidaceae |
|  |                  |

|  | Oleandraceae                                                   |
|  |                                                                |
|  | \| \| Davalliaceae \| \| \| \| \| \| Polypodiaceae \| \| \| \| |
|  |                                                                |
|  | Davalliaceae                                                   |
|  |                                                                |
|  | Polypodiaceae                                                  |
|  |                                                                |

|  | Davalliaceae  |
|  |               |
|  | Polypodiaceae |
|  |               |

|  | Oleandraceae                                                   |
|  |                                                                |
|  | \| \| Davalliaceae \| \| \| \| \| \| Polypodiaceae \| \| \| \| |
|  |                                                                |
|  | Davalliaceae                                                   |
|  |                                                                |
|  | Polypodiaceae                                                  |
|  |                                                                |

|  | Davalliaceae  |
|  |               |
|  | Polypodiaceae |
|  |               |

|  | Nephrolepidaceae |
|  |                  |
|  | Lomariopsidaceae |
|  |                  |

|  | Oleandraceae                                                   |
|  |                                                                |
|  | \| \| Davalliaceae \| \| \| \| \| \| Polypodiaceae \| \| \| \| |
|  |                                                                |
|  | Davalliaceae                                                   |
|  |                                                                |
|  | Polypodiaceae                                                  |
|  |                                                                |

|  | Davalliaceae  |
|  |               |
|  | Polypodiaceae |
|  |               |

|  | Oleandraceae                                                   |
|  |                                                                |
|  | \| \| Davalliaceae \| \| \| \| \| \| Polypodiaceae \| \| \| \| |
|  |                                                                |
|  | Davalliaceae                                                   |
|  |                                                                |
|  | Polypodiaceae                                                  |
|  |                                                                |

|  | Davalliaceae  |
|  |               |
|  | Polypodiaceae |
|  |               |

|  | Nephrolepidaceae |
|  |                  |
|  | Lomariopsidaceae |
|  |                  |

|  | Oleandraceae                                                   |
|  |                                                                |
|  | \| \| Davalliaceae \| \| \| \| \| \| Polypodiaceae \| \| \| \| |
|  |                                                                |
|  | Davalliaceae                                                   |
|  |                                                                |
|  | Polypodiaceae                                                  |
|  |                                                                |

|  | Davalliaceae  |
|  |               |
|  | Polypodiaceae |
|  |               |

|  | Oleandraceae                                                   |
|  |                                                                |
|  | \| \| Davalliaceae \| \| \| \| \| \| Polypodiaceae \| \| \| \| |
|  |                                                                |
|  | Davalliaceae                                                   |
|  |                                                                |
|  | Polypodiaceae                                                  |
|  |                                                                |

|  | Davalliaceae  |
|  |               |
|  | Polypodiaceae |
|  |               |

|  | Nephrolepidaceae |
|  |                  |
|  | Lomariopsidaceae |
|  |                  |

|  | Oleandraceae                                                   |
|  |                                                                |
|  | \| \| Davalliaceae \| \| \| \| \| \| Polypodiaceae \| \| \| \| |
|  |                                                                |
|  | Davalliaceae                                                   |
|  |                                                                |
|  | Polypodiaceae                                                  |
|  |                                                                |

|  | Davalliaceae  |
|  |               |
|  | Polypodiaceae |
|  |               |

|  | Oleandraceae                                                   |
|  |                                                                |
|  | \| \| Davalliaceae \| \| \| \| \| \| Polypodiaceae \| \| \| \| |
|  |                                                                |
|  | Davalliaceae                                                   |
|  |                                                                |
|  | Polypodiaceae                                                  |
|  |                                                                |

|  | Davalliaceae  |
|  |               |
|  | Polypodiaceae |
|  |               |

|  | Nephrolepidaceae |
|  |                  |
|  | Lomariopsidaceae |
|  |                  |

|  | Oleandraceae                                                   |
|  |                                                                |
|  | \| \| Davalliaceae \| \| \| \| \| \| Polypodiaceae \| \| \| \| |
|  |                                                                |
|  | Davalliaceae                                                   |
|  |                                                                |
|  | Polypodiaceae                                                  |
|  |                                                                |

|  | Davalliaceae  |
|  |               |
|  | Polypodiaceae |
|  |               |

|  | Oleandraceae                                                   |
|  |                                                                |
|  | \| \| Davalliaceae \| \| \| \| \| \| Polypodiaceae \| \| \| \| |
|  |                                                                |
|  | Davalliaceae                                                   |
|  |                                                                |
|  | Polypodiaceae                                                  |
|  |                                                                |

|  | Davalliaceae  |
|  |               |
|  | Polypodiaceae |
|  |               |

|  | Nephrolepidaceae |
|  |                  |
|  | Lomariopsidaceae |
|  |                  |

|  | Oleandraceae                                                   |
|  |                                                                |
|  | \| \| Davalliaceae \| \| \| \| \| \| Polypodiaceae \| \| \| \| |
|  |                                                                |
|  | Davalliaceae                                                   |
|  |                                                                |
|  | Polypodiaceae                                                  |
|  |                                                                |

|  | Davalliaceae  |
|  |               |
|  | Polypodiaceae |
|  |               |

|  | Oleandraceae                                                   |
|  |                                                                |
|  | \| \| Davalliaceae \| \| \| \| \| \| Polypodiaceae \| \| \| \| |
|  |                                                                |
|  | Davalliaceae                                                   |
|  |                                                                |
|  | Polypodiaceae                                                  |
|  |                                                                |

|  | Davalliaceae  |
|  |               |
|  | Polypodiaceae |
|  |               |

### Botanische Geschichte
Der Umfang der Dryopteridaceae wird je nach Autor sehr unterschiedlich gehandhabt. Manche Autoren stellen auch Arten der Familien Tectariaceae, Woodsiaceae und Onocleaceae zu den Dryopteridaceae. Im Umfang, wie ihn Smith et al. 2006 fassten, sind die Dryopteridaceae s. l. ziemlich sicher monophyletisch, sofern Didymochlaena, Hypodematium und Leucostegia aus der Familie ausgeschlossen werden. Mit diesen ist sie möglicherweise paraphyletisch, die Daten reichten jedoch nicht aus, sie aus der Familie auszugliedern.
Molekulargenetische Untersuchungen zeigen, dass Verwandtschaft rund um die Familie Dryopteridaceae und ihr Umfang phylogenetisch anders ist als im 20. Jahrhundert dargestellt. Die Familie Dryopteridaceae, s. l. wie sie im 20. Jahrhundert umschrieben war, ist polyphyletisch. Smith et al. 2006 spalteten mehrere Familien ab. Unsicher war die Stellung von Didymochlaena, Hypodematium sowie Leucostegia. Wenn diese drei Gattungen nicht mehr zur Familie Dryopteridaceae ist diese Familie monophyletisch. und Christenhusz et al. 2011 stellen diese drei Gattungen außerhalb der Familie Dryopteridaceae.
Die Familie Dryopteridaceae umfasst nach Smith et al. 2006 40 bis 45 Gattungen mit zusammen 1700 Arten, von denen 70 Prozent zu den vier Gattungen Ctenitis, Dryopteris, Elaphoglossum und Polystichum gehören. Zu den Dryopteridaceae gehören Pryer et al. 2001 zufolge auch die Arten der von anderen Autoren als eigenständig angesehenen Familien Aspidiaceae, Bolbitidaceae, Elaphoglossaceae, Hypodematiaceae und Peranemataceae.
Ob Hypodematiaceae eine akzeptierte Familie ist oder ihre Arten zur Familie Dryopteridaceae gehören wird kontrovers diskutiert.
Christenhusz und Chase 2014 veränderten den Rang der Familie Dryopteridaceae Herter zu einer Unterfamilie Dryopteridoideae Link als eine von acht Unterfamilie einer sehr breit gefassten Familie Polypodiaceae s. l. Diese weit gefasste Familie Polypodiaceae entspricht dem Umfang der Eupolypods I. Dem folgten andere Autoren nicht und belassen es beim Rang Familie Dryopteridaceae.
Nicht mehr in die Familie Dryopteridaceae, sondern in die 2015 aufgestellte Familie Didymochlaenaceae Ching ex Li Bing Zhang & Liang Zhang gehört als einzige Gattung:
- Didymochlaena Desv. (Syn.: Hippodium Gaudich., Hysterocarpus Langsd. ex Fée, Monochlaena Gaudich. nom. superfl., Tegularia Reinw.): Die etwa zwölf Arten sind in der Paläotropis verbreitet.[3]

Nicht mehr in die Familie Dryopteridaceae, sondern seit Chen et al. 2017 in Familie Lomariopsidaceae Alston gehört die Gattung:
- Dryopolystichum Copel.: Es gibt nur eine Art:[3]
  - Dryopolystichum phaeostigma (Ces.) Copel.: Sie kommt in Neuguinea, im Bismarck-Archipel und auf den Salomonen vor.[3]

### Innere Systematik
Die Pteridophyte Phylogeny Group = PPG I gliedert 2016 die Familie Dryopteridaceae in drei Unterfamilien.
- Unterfamilie Polybotryoideae H.M.Liu & X.C.Zhang: Sie enthält etwa sieben Gattungen:[4]
  - Cyclodium C.Presl
  - Maxonia C.Chr.
  - Olfersia Raddi
  - Polybotrya Humb. & Bonpl. ex Willd.
  - Polystichopsis (J.Sm.) Holttum
  - Stigmatopteris C.Chr.
  - Trichoneuron Ching
- Unterfamilie Elaphoglossoideae (Pic.Serm.) Crabbe, Jermy & Mickel: Sie enthält etwa elf Gattungen:[4]
  - Arthrobotrya J.Sm.
  - Bolbitis Schott
  - Elaphoglossum Schott ex J.Sm.
  - Lastreopsis Ching
  - Lomagramma J.Sm.
  - Megalastrum Holttum
  - Mickelia R.C.Moran, Labiak & Sundue
  - Parapolystichum (Keyserl.) Ching
  - Pleocnemia C.Presl
  - Rumohra Raddi
  - Teratophyllum Mett. ex Kuhn
- Unterfamilie Dryopteridoideae Link: Sie enthält etwa sechs Gattungen:[4]
  - Arachniodes Blume
  - Ctenitis (C.Chr.) C.Chr.
  - Cyrtomium C.Presl
  - Dryopteris Adans.
  - Phanerophlebia C.Presl
  - Polystichum Roth

### Gattungen und ihre Verbreitung
Die Familie Dryopteridaceae ist hauptsächlich pantropisch verbreitet, viele Arten gedeihen in gemäßigten Gebieten.
In der Familie Dryopteridaceae s. str. gibt 2022 etwa 26 Gattungen etwa 2100 Arten:
- Arachniodes Blume (Syn.: Byrsopteris Morton, Leptorumohra (H.Itô) H.Itô, Lithostegia Ching, Phanerophlebiopsis Ching, Rumohra sect. Leptorumohra H.Itô, ×Leptoarachniodes Nakaike): Entsprechend der Revision durch Lu et al. 2018 gibt es etwa 73 Arten und 15 Naturhybriden, die hauptsächlich in China sowie Ostasien vorkommen; nur vier bis fünf Arten kommen in der Neuen Welt vor.[2][3]
- Atalopteris Maxon: Die etwa drei Arten sind Endemiten auf den Großen Antillen. Über diese seltenen Arten ist wenig bekannt.[3]
- Bolbitis Schott (Syn.: Campium C.Presl, Cyrtogonium J.Sm. nom. superfl., Edanyoa Copel., Egonolfia Schott, Heteroneuron Fée, Jenkinsia Hook., Lacaussadea Gaudich., Poecilopteris C.Presl, Poikilopteris Eschw.) Die etwa 67 Arten und acht Naturhybriden sind von den Subtropen bis in die Tropen verbreitet. Die meisten Arten kommen in Südostasien vor.[3]
- Ctenitis C.Chr. ex C.Chr. (Syn.: Ataxipteris Holttum, Dryopteris subgen. Ctenitis C.Chr., Pseudotectaria Tardieu): Von den etwa 144 kommen über 60 in der Neotropis[2], etwa 39 auf Inseln im Indischen Ozean, einige im tropischen Asien sowie Malesien und nur eine in Afrika vor. In Australien gibt es keine Art.[3][13][14][15]
- Cyclodium C.Presl (Syn.: Peltochlaena Fée): Die etwa 13 Arten sind in der Neotropis verbreitet. Sie kommen von Panama über Trinidad bis Bolivien, Argentinien sowie das südöstliche Brasilien vor, das Zentrum der Artenvielfalt sind die Guyanas.[3]
- Sichelfarne (Cyrtomium C.Presl, Syn.: Amblia C.Presl): Die etwa 37 Arten sind hauptsächlich in China und Ostasien verbreitet; es kommen auch Arten vom indischen Subkontinent über den Himalaja bis Indochina und Malesien vor. Zwei Arten kommen vom tropischen bis ins südliche Afrika vor.[3] Wenige Arten sind beispielsweise in den USA[2] sowie in Europa Neophyten.[3]
- Wurmfarne (Dryopteris Adans. nom. cons., s. l., Syn.: Acrophorus C.Presl, Acrorumohra (H.Itô) H.Itô, Nakai & Honda, Adenoderris J.Sm., Anopodium J.Sm., Arsenopteris Webb & Berthel., Arthrobotrys Wall., Catapodium J.Sm., Ctenitis subgen. Dryopsis Ching, Desmopodium J.Sm. ex T.Moore, Diacalpe Blume, Dichasium (A.Braun) Fée, Diclisodon T.Moore, Dryopsis Holttum & Edwards, Dryopteris sect. Dryopsis (Holttum & P.J.Edwards) Li Bing Zhang, Dryopteris subgen. Lophodium (Newman) Tzvelev, Filix Hill, Filix-Mas Hill, Gleichenia Neck., Gymnothalamium Zenker ex Kunze, Lophodium Newman, Megalastrum J.Sm., Microdictyon Fée, Monogonia C.Presl, Monophlebia T.Moore, Nematopera Kunze, Nephrodium Rich., Nothoperanema (Tagawa) Ching, Oligocampia Trevis., Pachyderris J.Sm. ex T.Moore, Peranema D.Don, Podeilema R.Br. ex Wall., Psidopodium Neck., Pteris Gled., Pycnopteris T.Moore, Revwattsia D.L.Jones, Rumohra sect. Acrorumohra H.Itô, Sphaeropteris R.Br. ex Wall. nom. illeg., Syneuron J.Sm. ex Hook., Stenolepia Alderw., Dryopteris sect. Stenolepia (Alderw.) L.Y.Kuo & Y.H.Chang) Die etwa 343 Arten sowie 79 Naturhybriden sind hauptsächlich in den gemäßigten Gebieten der Nordhalbkugel und Bergregionen der Tropen verbreitet.[3] Nur etwa 22 Arten kommen in der Neuen Welt vor.[2][3]
- Elaphoglossum Schott ex J.Sm. (Syn.: Aconiopteris C.Presl, Acrostichum Fée non L., Acrostichum sect. Elaphoglossum Hook.,Condyloneura Christ, Craspedoglossa Christ, Dictyoglossum J.Sm., Elaphoglossum Schott, Gymnoglossa Christ, Hymenodium Fée, Microstaphyla C.Presl, Nebroglossa C.Presl, Oligolepidum T.Moore, Pachyglossa Christ, Peltapteris Link, Platyglossa Christ, Rhipidopteris Fée, Rhipidopteris Schott): Sie ist pantropisch bis südlich-gemäßigt verbreitet. Von den 750 Arten und sechs Naturhybriden sind die meisten in der Neotropis (über 500) verbreitet, eine kommt in Australien vor und sehr wenige gedeihen in nördlichen gemäßigten Gebieten auf den Azoren sowie in Japan.[3]
- Hypodematium Kunze: Die seit 2021 23 Arten und eine Naturhybride kommen hauptsächlich in Ostasien vor; 2 Arten in Malesien; eine Art ist in Afrika sowie Asien weitverbreitet. Sie wird von manchen Autoren in eine eigene Familie gestellt.[3]
- Lastreopsis Ching (Syn.: Coveniella Tindale): Die seit 2021 etwa 21 Arten sind pantropisch verbreitet. Ein Schwerpunkt der Artenvielfalt ist Australien.[3]
- Leucostegia C.Presl: Die seit 2021 etwa drei Arten sind vom tropischen Asien über Malesien bis auf Inseln im westlichen Pazifik verbreitet.[3]
- Lomagramma J.Sm. (Syn.: Cheilolepton Fée, Chorizopteris T.Moore): Die etwa 18 Arten kommen vom Himalaya über Indochina, das südliche China und Malesien bis zum östlichen Polynesien verbreitet.[3]
- Maxonia C.Chr.: Es gibt nur einer Art:[3]
  - Maxonia apiifolia (Sw.) C.Chr.: Die zwei Varietäten kommen von Guatemala bis Kolumbien, auf Kuba und Jamaika vor.[3]
- Megalastrum Holttum (Syn.: Ctenitis sect. Subincisae (C.Chr.) Tindale, Dryopteris sect. Subincisae C.Chr.): Von den etwa 99 Arten sind die meisten in der Neotropis verbreitet; wenige Arten kommen im tropischen Afrika, in Madagaskar, auf den Maskarenen und auf subantarktischen Inseln vor.[3]
- Mickelia R.C.Moran, Labiak & Sundue (Syn.: Anapausia subgen. Euryostichum C.Presl): Sie wurde 2010 aufgestellt. Die etwa zehn Arten und eine Hybride sind in der Neotropis verbreitet.[3]
- Olfersia Raddi (Syn.: Dorcapteris C.Presl): Die zwei vier Arten sind in der Neotropis verbreitet.[3][16]
- Phanerophlebia C.Presl: Die etwa zehn Arten sind von den südlichen USA[2] über Mexiko und Zentralamerika bis ins nördlichen Südamerika und in Haiti weitverbreitet.[3]
- Pleocnemia C.Presl (Syn.: Arcypteris Underw., Dictyopteris C.Presl): Die etwa 20 Arten und eine Naturhybride sind vom nordöstlichen Indien über Indochina, das südöstliche China, Taiwan über Malesien und auf Inseln im Pazifik verbreitet.[3]
- Polybotrya Willd. s. str. (Syn.: Amphisoria Trevis., Botryothallus Klotzsch, Eotoneura Fée, Granulina Bory ex Fée, Soromanes Fée): Die etwa 39 Arten sind in der Neotropis hauptsächlich in den Anden und im südöstlichen Brasilien verbreitet.[3]
- Polystichopsis (J.Sm.) Holttum: Die etwa sieben Arten und eine Naturhybride kommen auf karibischen Inseln vor.[3]
- Schildfarne (Polystichum Roth, Syn.: Acropelta Nakai, Aetopteron Ehrh., Cyrtogonellum Ching, Cyrtomidictyum Ching, Hemestheum Lev., Hemigonum J.Sm., Hypopeltis Michx., Papuapteris C.Chr., Plecosorus Fée, Porpaea C.Presl ex Ettingsh., Sorolepidium Christ, Polystichum sect. Sorolepidium (Christ) Tagawa): Sie ist fast weltweit verbreitet. Von den etwa 404 Arten und etwa 62 Naturhybriden sind etwa 55 Arten in der Neotropis[2] verbreitet und über die Hälfte der Arten (224) kommen in China vor.[3]
- Rumohra Raddi s. str.: Von den etwa zehn Arten kommen fünf in Madagaskar vor, drei in Brasilien, eine Art ist ein Endemit auf den Juan Fernandez Inseln und eine Art ist pantropisch verbreitet.[3]
- Stigmatopteris C.Chr. (Syn.: Dryopteris subgen. Stigmatopteris (C.Chr.) C.Chr.): Die etwa 26 Arten sind in der Neotropis verbreitet.[3]
- Teratophyllum Mett. ex Kuhn: Die etwa zehn Arten sind von Asien bis Malesien verbreitet und eine Art kommt auch auf der Insel Pohnpei vor.[3]